# 쥬신 프로덕션
쥬신 프로덕션(Jusin Productions)은 대한민국의 음반사이다. 2001년에 록 밴드 오딘의 기타리스트인 김도수에 의해 창립되었으며 주로 헤비 메탈 음반을 전문으로 하는 레이블이다.

## 소속 아티스트
- 새크리파이스
- 오딘
- 잇츠 할리데이
- 데스페라도
- 마귀
- 홀리마쉬
- 새드 레전드